# Поховання старців
Поховання старців - могили старців Андрея, Артемія та Єпифанія в Полонному.
В Полонському краю проживали молитвенники і праведники. Серед них найбільш відомим був отець Єпифаній - в миру Степан Гончаренко, який обрав собі у глибокій старості шлях спасіння душі та служіння ближнім - подвиг юродства у Христі.
Є припущення, що родом він із Літинського повіту на Поділлі, мав освіту, тому що розмовляв логічно і розумно.
Збереглися відомості, що певний час він був на Афоні. Звідти його разом з іншими сорока угодниками послали для зміцнення християнської віри. Отець Єпифаній став на початку XX століття одним із них. До 1923 р. він хрестив дітей, хоронив, був дяком у церкві. Передостаннім місцем його перебування був Любарський чоловічий монастир. Там він займався ще теслярською справою. У 1933 р. монастир розібрали більшовики. Степан Гончаренко змушений був залишити Любар і переселитися у село Варварівку на Полонщині, де й прожив 25 останніх років свого життя.
У період гонінь на церкву та репресій до духовенства, отець Єпифаній змушений був піти у підпілля, переховуючись у варварівських віруючих. Під час німецької окупації перейшов на легальне становище - жив у Варварівці як "дідусь Степан". З поверненням радянської влади, коли потрібно було голосувати та брати облігації, Старцю дали прізвище Гойдоренко. Відомо багато випадків, коли молитва Старця рятувала людей від біди, допомагала уникнути нещасть.
В червні 1958 р. святий отець помер, заповідав поховати себе без усяких почестей на Горошківському кладовищі в Полонному, де знаходяться могили таких, як він, старців Андрея й Артемія. Він пророкував: "Де наші могили будуть лежати, там бід не буде". На могилі поставили дубовий хрест. Згідно волі отця, на хресті нема ніякого надпису. Приходять до його могили люди і моляться.